# 1175
1175 (MCLXXV) je bilo navadno leto, ki se je po julijanskem koledarju začelo na sredo.

## Dogodki

### Evropa
- 25. december - Masaker v gradu Abergavenny: kambronormanski plemič William de Braose, 3. grof Bramber na spravnem srečanju iztrebi valižanske plemiče bivše britonske kraljevine Gwent. Angleški kralj Henrik II. ga disciplinira s prisilno upokojitvijo.
- Peta italijanska odprava 1174-76: rimsko-nemški cesar Friderik I. Barbarossa nadaljuje z obleganjem Alessandrije na zahodu Padske nižine, vendar mesto vzdrži vse napade. Prva zmaga za Lombardsko ligo.↓
- 16. april → Neuspešna pogajanja med cesarjem Barbarosso in predstavniki Lombardske lige v Montebellu. Barbarossa ponovno zaprosi (zahteva?) pomoč od saškega vojvodo Henrika Leva, ki pa mu jo tudi tokrat odreče. 1176 ↔
- Angleški kralj Henrik II. prizna Roryju O'Connorju, ki je začel probleme s kraljevino Leinster, naziv irskega nadkralja, od njega pa zahteva zagotavljanje reda v njegovem imenu.
- Bizantinski cesar Manuel I. Komnen obnovi Benetkam trgovske privilegije.
- Almohadski kalif Abu Jakub Jusuf poskusi zavzeti Lizbono, a se Portugalci ubranijo napada.
- Prva omemba bogomilov v Bosni.

### Azija

#### Bližnji vzhod
- januar - Egiptovski vladar Saladin nadaljuje z obleganjem Alepa, ki ga branita emir Damaska As-Salih in njegov regent Gumuštugin. Saladin zahteva regentstvo zase in s tem oblast tako v Siriji kot v Egiptu.
- marec - Saladin zavzame Homs. Zavzetje vznemiri zdaj najmočnejšega soseda, mosulskega emirja Saifa ad-Dina II.↓
- → Po propagandni vojni, ki gre v škodo Saladina, preneha z obleganjem Alepa in se umakne v bližnjo Hamo, kamor mu sledijo združene sile Alepa in Mosula. ↓
- 13. april - Bitka pri Hami: Saladinova izkušena vojska premaga mnogo številčnejšo združeno vojsko Alepa in Mosula. Nominalni sirski emir As-Salih prizna Saladina za regenta. S poroko z Nur ad-Dinovo vdovo odpravi Saladin še zadnje vezi oblasti nesojenega emirja. Ko mu naziv sultana Egipta in Sirije podeli abasidski kalif Al-Mustadi, postane tudi v pravno nespornem smislu vladar obeh dežel in hkrati Jemna.
- 11. maj - Asasini vdro v Saladinov tabor, vendar je nihov poskus atantata tik pred zdajci odkrit in so pobiti do zadnjega. 1176 ↔
- 15. maj - Z Nur ad-Dinovo smrtjo izgubi pomembnega zaščitnika tudi pomuslimanjeni vladar Armenske Kiklije Mleh. Odstavi ga njegov (krščanski) nečak Rupen III.
- Križarji, ki jih vodi jeruzalemski regent Rajmond III. Tripolitanski, se utrdijo ob strateško pomembnem Homškem koridorju, ki odpira razmeroma hitro prehodno pot iz Sirije v Sredozemlje. Od tam načrtujejo plenitve po Siriji.
- Jeruzalemski državnik Vilijem iz Tira nastopi nadškofovsko službo v Tiru.

#### Daljni vzhod
- Umrlega vietnamskega kralja Ly Anh Tonga nasledi njegov 3. letni sin Ly Cao Tong, regentstvo prevzame dvornik To Hien Thanh.
- Japonski amida budist Honen ustanovi ločino Jodo Šu.

#### Južna Azija
- Perzijski guridski sultan Muhammad Ghūrī vdre v severno Indijo (Pandžab) in zavzame mestna kraljestva Multan, Uč Šarifa ter Herat.

## Rojstva
- Albert I., saksonski vojvoda († 1260)
- Aleksander iz Villedieuja, francoski pesnik, matematik († 1240)
- Filip I., markiz Namurja († 1212)
- Friderik I., avstrijski vojvoda († 1198)
- Ingeborg Danska, princesa, francoska kraljica († 1236)
- Jolanda Flandrijska, latinska cesarica, regentinja († 1219)
- Margareta Ogrska, princesa, bizantinska cesarica († 1223)
- Mihael Škot, škotski matematik, astrolog, alkimist († 1232)
- Oton IV., rimsko-nemški cesar († 1218)
- Ramon de Penyafort, katalonski dominikanec, pravnik, svetnik († 1275)
- Robert Grosseteste, angleški učenjak, filozof, škof Lincolna  († 1253)
- Roger III., sicilski sokralj († 1193)
- As-Zahir, abasidski kalif († 1226)

## Smrti
- 15. maj - Mleh Armenski, vladar Armenske Kiklije (* 1120)
- 13. november - Henrik Francoski, nadškof Reimsa, sin Ludvika VI. (* 1121)

Neznan datum
- Cadell ap Gruffydd, valižanski kralj Deheubartha
- Ly Anh Rong, vietnamski kralj (* 1136)